# Yamao Yōzō
Yamao Yōzō est un nom japonais traditionnel ; le nom de famille (ou le nom d'école), Yamao, précède donc le prénom (ou le nom d'artiste).

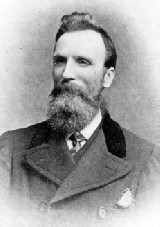
Henry Dyer.

Le vicomte Yamao Yōzō (山尾 庸三, né le 11 novembre 1829 au domaine de Chōshū et décédé à l'âge de 80 ans le 21 décembre 1917) est un samouraï japonais qui devint un membre influent du gouvernement durant l'ère Meiji.

## Biographie

### Jeunesse et formation
Yamao est né à Aio-Futajima, un village du domaine de Chōshū (actuelle ville de Yamaguchi dans la préfecture du même nom). Il reçoit la formation traditionnelle de samouraï dans une école privée à Edo. Avec Itō Hirobumi, il est l'un des membres des cinq de Chōshū qui quittent discrètement le Japon à Nagasaki en 1863 pour aller étudier au Royaume-Uni alors que la politique d'isolement du shogunat Tokugawa interdit les voyages à l'étranger.

### Études en Écosse
Après des premières études à l'University College de Londres avec les autres membres des cinq de Chōshū, Yamao réside à Glasgow de 1866 à 1868. Il habite durant ce séjour au domicile de Colin Brown et travaille au chantier naval de Robert Napier (ingénieur) (en) sur le fleuve Clyde. Durant cette période, il suit les cours du soir au collège d'Anderson (actuelle université de Strathclyde) où il rencontre Henry Dyer, qui deviendra conseiller étranger au Japon, mais ne sympathise pas avec lui.

### Retour au Japon
Après la restauration de Meiji, Yamao rejoint le nouveau gouvernement de Meiji et dirige brièvement les chantiers navals de Yokohama (aujourd'hui fusionnés dans la compagnie Ishikawajima-Harima). Lorsque Henry Dyer arrive au Japon en 1873, Yamao est vice-ministre des Travaux publics de façon provisoire et est ainsi le fondateur de l'école impériale d'ingénieurs du Japon ainsi que de l'école impériale d'art du Japon et du Kobu daigakkō, qui deviendra plus tard le département de technologie de l'université impériale de Tokyo. Il est également président de la société d'ingénieurs du Japon pendant trente-six ans et fonde une école pour les aveugles et les sourds.
Yamao assume le poste de recteur de l'école impériale d'ingénieurs ; il est aussi un fervent partisan de la nécessité d'une éducation technique pour soutenir l'industrialisation du Japon. Henry Dyer et Yamao ont de bonnes relations durant cette période, renforcées par leurs études communes.
Yamao est plus tard élevé au titre de vicomte (shishaku ) selon le système de pairie kazoku.

## Auld Lang Syne
Yamao aurait vraisemblablement introduit la populaire chanson écossaise Auld Lang Syne au Japon où elle est renommée Hotaru no hikari (« La lumière des lucioles ») et est chantée lors des cérémonies de remise des diplômes des lycées.

## Source de la traduction
- (en) Cet article est partiellement ou en totalité issu de l’article de Wikipédia en anglais intitulé « Yamao Yōzō » (voir la liste des auteurs).